# Базиліус Фабер
Базиліус Фабер (нім. Basilius Faber; близько 1520, Жари, Лужиця — близько 1576, Ерфурт) — німецький учений і перекладач XVI століття, писав в основному латинською мовою.
Здобув богословську освіту в Віттенбергському університеті; був ректором у Нордгаузені та Кведлінбурзі, потім очільником августинської колегії в Ерфурті. Співпрацював у магдебурзьких «Centurien» і переклав латиною деякі твори Мартіна Лютера. Його головною працею вважається «Thesaurus eruditionis scholasticae» (Лпц., 1571 та 1749).